# Levermostrechtertje
Het levermostrechtertje (Loreleia marchantiae) is een schimmel behorend tot het geslacht Loreleia. Het groeit op vochtige plaatsen en voornamelijk op het parapluutjesmos (Marchantia polymorpha). Het komt voor in kassen, langs slootranden en tussen straatstenen.

## Kenmerken
De paddenstoel is kleiner dan 1 centimeter en heeft een trechtervormige hoed die glad/vettig glanzend is. Het levermostrechtertje is oranje van kleur met een crèmekleurige lamellenschijf. De steel van de paddenstoel is 1 millimeter breed en heeft een oranje kleur. 

## Verspreiding
Het levermostrechtertje komt vrij algemeen voor in Nederland. Het staat niet op de rode lijst.